# Telmatoscopus maculoides
Telmatoscopus maculoides és una espècie d'insecte dípter pertanyent a la família dels psicòdids.

## Descripció
- Mascle: ulls separats per una distància igual a mitja faceta; presència de sutura interocular; front recobert amb pèls; palps una mica menys de la meitat de llargs que les antenes; antenes d'1,5 mm de llargària i de 16 artells; ales d'1,9 mm de longitud i 0,75 d'amplada, amb clapes marrons (igual que Telmatoscopus maculatus), vena subcostal llarga i acabant ben enllà de la base de R2+3, cel·la basal llarga, base de R5 més enllà de la base de R2+3, R5 acabant més enllà de l'àpex (arrodonit) de l'ala.
- La femella no ha estat encara descrita.
- Està molt estretament relacionada amb Telmatoscopus maculatus i hom creu que, evolutivament parlant, són de separació recent. Totes dues espècies són indistingibles pel que fa al cap, les antenes i els trets alars, i només la forma de l'edeagus i els genitals masculins les separen fàcilment.[3]

## Distribució geogràfica
Es troba a la Micronèsia: les illes Carolines (Yap i Pohnpei).